# Trigonocarinatus ramus
Trigonocarinatus ramus – gatunek chrząszcza z rodziny biedronkowatych i podrodziny Coccinellinae. Występuje w południowo-wschodniej części Chin i Laosie.

## Taksonomia
Gatunek ten opisany został po raz pierwszy w 2015 roku przez Huo Lizhi i Ren Shunxianga na łamach „Annales Zoologici” w publikacji współautorstwa Li Wenjinga, Chen Xiaoshenga i Wang Xingmina. Jako lokalizację typową autorzy wskazali Xam Nua w laotańskiej prowincji Houaphan. Epitet gatunkowy ramus oznacza po łacinie „odgałęzienie” i nawiązuje do rozgałęzionych plam na pokrywach.

## Morfologia
Chrząszcze o wysklepionym, okrągławym w zarysie ciele długości od 1,9 do 2,1 mm i szerokości między 1,6 a 1,8 mm, z wierzchu delikatnie punktowanym i gęsto porośniętym krótkimi, srebrzystobiałymi włoskami.
Głowa jest poprzeczna, żółto ubarwiona. Punktowanie na czole jest bardzo drobne. Warga dolna ma drobną, sercowatą, żółtą bródkę z zaokrąglonym kątem i szeroko wykrojoną krawędzią.
Przedplecze jest poprzeczne, żółtawo ubarwione, o głęboko wykrojonej krawędzi przedniej, łukowatych brzegach bocznych i zaokrąglonych kątach tylnych i przednich. Tarczka jest prawie trójkątna, czarno ubarwiona. Pokrywy mają bardzo słabo zaznaczone guzy barkowe i niepełne, stopniowo zwężone epipleury. Barwa pokryw jest czarna z rozgałęzionymi, żółtymi przepaskami. Odległości między punktami na przedpleczu i pokrywach wynoszą 1–3 ich średnice. Spód ciała jest żółtawobrązowy z ciemnobrązowymi epipleurami oraz czarnymi: przedpiersiem, śródpiersiem (mezowentrytem) i zapiersiem (metawenrytem). T-kształtne przedpiersie jest pośrodku rzadko punktowane, a w pozostałej części gładkie.
Odwłok ma krawędź wierzchołkową ostatniego, szóstego z widocznych sternitów (wentrytu) wykrojoną u samców i zaokrągloną u samic. Samiec ma genitalia z płatem środkowym (ang. penis guide) w widoku brzusznym trzykrotnie dłuższym niż szerokim, stopniowo rozszerzonym do 3/5 długości, a dalej stopniowo zwężonym ku zaokrąglonemu szczytowi, w widoku bocznym zaś w nasadowej części niemal równoległobocznym i dalej zwężonym ku tępemu wierzchołkowi. Nieco krótsze od tegoż płata i wyraźnie dłuższe od fallobazy są paramery. Trabes jest niewiele dłuższy od tegmenu. Samo prącie jest długie, łukowato zakrzywione i ostro zakończone. Genitalia samicy mają ponad trzykrotnie szersze niż dłuższe koksyty z gęstymi i długimi szczecinkami wierzchołkowymi oraz mocno zakrzywioną spermatekę z wyraźnym ramusem w części nasadowej i krótkim nodulusem.

## Rozprzestrzenienie
Owad orientalny, znany z Laosu oraz Chin, gdzie stwierdzono go w Kuangsi i Hajnanie.